# Histoire du Mas-d'Agenais

Blason du Mas-d'Agenais

Cet article traite de l’histoire de la commune française : Le Mas-d'Agenais (Lot-et-Garonne).

## Préhistoire et protohistoire

### Néolithique
Vers 5 600 avant notre ère, la néolithisation du sud de l'actuel territoire français a été faite par le courant de colonisation méditerranéen, dit courant cardial. Cependant, nous ignorons tout à la fois quand se fit la rencontre avec les populations mésolithiques de la moyenne vallée de la Garonne, combien de temps prit la néolithisation de cet espace (en effet, il est prouvé que des populations du mésolithique final ont pu perpétuer leur mode de vie traditionnel, alors que la majorité des régions proches étaient déjà néolithisées) et sous quelle forme elle se fit (colonisation, acculturation ou combinaison des deux phénomènes). Cette ignorance des détails de la néolithisation de la moyenne vallée de la Garonne se retrouve, a fortiori, lors de l'étude d'un territoire de taille restreinte comme celui du Mas-d'Agenais et l'archéologie ne nous donne, de plus, aucune information sur l'occupation du territoire communal durant cette période.

### Protohistoire
Nous ignorons quelle influence a pu avoir la sphère culturelle de la céramique campaniforme (présente sur les deux rives de l'estuaire de la Gironde et sur la rive droite de la Dordogne entre environ -2 700 et - 2 000) dans la moyenne vallée de la Garonne. Il semble avéré par contre que la culture d'Artenac (vers 2 300 -  1 800 avant notre ère), caractéristique du centre-ouest de la France, ait rayonné jusqu'à la moyenne vallée de la Garonne, avant que cet espace géographique ne fasse partie du complexe culturel atlantique qui s'individualisa entre 1 600 et 800 avant notre ère. Cependant, en ce qui concerne plus précisément le territoire actuel de la commune, aucune preuve archéologique n'atteste (ou n'infirme) une occupation durant ces périodes de l'âge du bronze.
À la fin de l'âge du fer, le territoire de l'actuelle commune se situait aux limites des territoires des Nitiobroges, des Vasates et des Sotiates. Ce territoire a longtemps été couramment attribué aux Nitiobroges plutôt qu'aux Vasates ; cependant, les frontières et le monnayage restent à déterminer avec exactitude. De plus, il convient de noter que les sources antiques donnent toujours la Garonne comme frontière entre Gaulois et Aquitains. Deux auteurs nous renseignent sur les peuples de la rive gauche de la Garonne : César (qui donne une liste de onze à douze peuples) et Pline l'Ancien (qui en dénombre vingt-huit et les regroupe sous le nom d'Aquitani). La liste de Pline suit un ordre géographique qui, selon l'interprétation de B. Fages, amènerait à placer la rive gauche de la Garonne, entre Avance et Baïse, sous la domination du peuple aquitain des Vassei. Il faut malgré tout garder à l'esprit que cette localisation reste conjecturale et que nous sommes dans l'impossibilité de savoir si cet espace sud-garonnais doit être considéré comme une civitas à part entière ou comme un simple pagus. Il nous est, a fortiori, également impossible de savoir si l'actuel territoire de la commune du Mas-d'Agenais avait une individualité quelconque à cette époque.
Nous demeurons également dans l'ignorance quant à l'organisation sociale et politique précise de ce territoire. Nos connaissances pour une approche de la société de la fin de l'âge du fer, dans la moyenne vallée de la Garonne, restent peu étoffées. Pour B. Fages, "les trop brèves mentions de César, concernant cet espace, laissent transparaître une société très hiérarchisée de type pyramidal avec un "roi" à sa tête s'appuyant sur des groupes armés sous sa totale dépendance. Cependant, le fondement de la société reste agricole même si paraissent émerger quelques groupes spécialisés d'artisans et de commerçants". Nous ne pouvons cependant pas juger dans quelle mesure cette description vaut pour le territoire précis que nous étudions. Enfin, d'un point de vue politique, si nous pouvons soupçonner l'existence d'une aristocratie dominant la société, il est impossible en l'état de nos connaissance de définir les relations diplomatiques qu'elle pouvait entretenir avec les peuples ou territoires voisins. Ainsi, lors de la guerre des Gaules, Publius Crassus (légat de César) arriva en Aquitaine avec douze cohortes légionnaires et une cavalerie importante durant l'été -56. Son but était d'empêcher les Aquitains (et notamment les Sotiates) d'envoyer des secours aux Gaulois. Avant d'attaquer les Sotiates, il renforça son armée d'auxiliaires recrutés localement, probablement des Nitiobroges et leurs clients aquitains de la rive gauche de la Garonne. Il nous est cependant impossible de savoir si l'aristocratie du territoire qui nous intéresse faisait alors partie de la clientèle nitiobroges ou était alliée aux Sotiates.
Si l'attribution du territoire et l'approche de la société restent problématiques, l'étude de l'habitat l'est à peine moins. Le site  à fosses du plateau de Revenac (à environ deux kilomètres à l'ouest du site actuel du village du Mas, délimité à l'ouest par le ruisseau du Mayne, au nord par un talus dominant la vallée de la Garonne et à l'est par le ruisseau de Pichagouille) laisse supposer l'existence d'un sanctuaire ou/et d'une "agglomération". Les fouilles de sauvetage de B. Abaz, en 1986, montrent que l'occupation a probablement débuté au IIe siècle avant notre ère. Pour l'heure, aucune structure d'habitat protohistorique n'a été découverte dans la zone des fosses, mais l'émission préaugustéenne des monnaies à légende Cubio et ΕΦΕ rattachée à cette région, laisse cependant penser à l'existence d'une "agglomération". Cependant, le manque de preuves d'une architecture de défense (fossés par exemple) empêche encore les archéologues de parler d'oppidum.
Pour B. Abaz et J.-P. Noldin, il s'agit "incontestablement  d'un haut-lieu préaugustéen ayant joué un rôle important durant la romanisation de la moyenne Garonne et de l'Aquitaine". Ils notent que "l'étendue du site, l'abondance des vestiges et l'importante circulation monétaire en faisait, notamment vers le milieu du Ier siècle avant notre ère, un centre commercial tourné, d'une part vers le monde méditerranéen (et donc la Provincia romaine), via la Garonne, et d'autre part vers le nord de l'Espagne par voies terrestres". La diversité monétaire de Revenac montre également l'ouverture de cette place vers la Gaule celtique.

## Histoire

### Toponymie
Trois toponymes sont liés à l'histoire du Mas-d'Agenais : Ussubium, Pompeiacum et Le Mas. Chacun nomme l'agglomération dominant le territoire massais à des moments successifs de son histoire. Cependant, les deux premiers (Ussubium et Pompeiacum) ont donné lieu à de vigoureux débats historiographiques entre érudits lot-et-garonnais et girondins au XIXe siècle (voire jusqu'à la première moitié du XXe siècle) quant à leur localisation.
Ussubium correspond à une période allant du Ier siècle au IIIe siècle de notre ère et désigne l'agglomération et/ou le sanctuaire situé sur le plateau de Revenac, à l'ouest du bourg actuel. On trouve ce toponyme dans trois sources : il apparaît sous la forme "Ussubio" sur un balustre de marbre blanc (daté du Ier siècle ou du IIe siècle de notre ère) portant une dédicace à la Tutuelle Auguste d'Ussubium. On le retrouve également dans l'Itinéraire d'Antonin sous la forme Ussubium, mais également Usubium voire Vassubium et dans la Table de Peutinger sous la forme Vesubio. Si l'on s'accorde à y voir un toponyme d'origine celtique, sa signification fait par contre débat. S. Gutenbrunner (à la suite de R. Much) le rattachait à la racine "ves(u)-" signifiant "valable, bon, digne de". Cependant cette racine semble devoir être abandonnée. G. R. Isaac, quant à lui, propose de lire le toponyme selon un découpage us(s)u-bio basé sur une racine "*ued-, *ud-" signifiant "mouillé, eau". Dès lors, le toponyme pourrait signifier "eau tranchante ?".
Pompeiacum correspond à la période suivante et semble attesté à partir du VIe siècle. Ce toponyme s'explique, selon les connaissances toponymiques du XIXe siècle et de la première moitié du XXe siècle, par le suffixe -acus (désignant une grande propriété foncière de l'Antiquité gallo-romaine) complétant l'anthroponyme Pompeius désignant le propriétaire dudit domaine (peut-être un client ou un affranchi de la famille romaine de même nom). Cependant, depuis les années 1950 (à la suite des travaux de M. Roblin), ce type d'explication semble moins assuré. En effet, on n'accorde plus qu'un sens très général au suffixe -acus ("le lieu de ...") et, le plus souvent, on ne voit plus dans la première partie du toponyme qu'un nom commun (désignant le relief, la qualité du terrain, etc) et non un anthroponyme. Enfin, on remet en cause la valeur chronologique de la toponymie : beaucoup de ces toponymes de forme latine ont pu se constituer après la disparition de l'empire romain. Le toponyme Pompeiacum, qui fut par la suite remplacé par celui de "Le Mas", resta cependant conservé  dans une paroisse et un quartier de la commune sous la forme Pompéjac.
Enfin, Le Mas correspond à la troisième période et ne semble apparaître qu'après l'an Mil. La forme romane du toponyme, "Mas", est attestée dès le premier tiers du XIIe siècle. Au début du XIXe siècle, en s'inspirant du Dictionnaire étymologique de Vossius, les érudits de l'époque proposent pour étymologie le terme "mansio" à prendre, en latin classique, au sens de "lieu de gîte pour les troupes en marche, ou bien lieu connu pour offrir aux voyageurs des facilités de logement et de nourriture". Cependant, les documents médiévaux utilisent invariablement le terme latin "mansus" et non "mansio".

### Antiquité

#### Intégration à la cité des Nitiobroges
Une fois la conquête des Gaules achevée en 51 avant notre ère, Rome mit en place ses cadres administratifs. Vers 16-13 avant notre ère, Auguste établit un nouveau découpage provincial qui eut des conséquences importantes au sud de la Garonne. On perd alors définitivement toute trace des Vassei et des Sotiates. La rive gauche de la Garonne est alors intégrée à la cité des Nitiobroges. Cependant le débat historiographique n'est pas clos quant à la date d'intégration de la partie située entre Baïse et Avance, c'est-à-dire le territoire qui intéresse notre étude : la synthèse des différentes hypothèses historiques donne une fourchette (beaucoup trop large pour être utilisable) allant de l'époque d'Auguste au début du XIIe siècle.

#### Ussubium

##### Chronologie sommaire de la controverse sur la localisation d'Ussubium
En 1895, Tholin (tenant de la localisation d'Ussubium au Mas-d'Agenais) résumait la controverse historiographique comme suit. D'Anville, suivi par Saint-Amans et Jouannet localisèrent Ussubium à Hure (Gironde). Walckenaer pencha lui aussi pour une localisation girondine mais à Uzeste. Longnon fut le premier à proposer une localisation lot-et-garonnaise, aux environs de Montpouillan. Lapie proposa à nouveau une localisation girondine (Lamothe-Landerron). Enfin, Sainte-Bazeille (Lot-et-Garonne) fut proposée par Desjardins et la Commission de la carte des Gaules. La découverte d'un balustre de marbre blanc (conservé dans l'église du Mas), portant une dédicace latine à la Tutelle Auguste d'Ussubium, datée du Ier ou du IIe siècle de notre ère, a permis d'envisager de faire correspondre le site de Revenac avec la station Ussubium de la table de Peutinger et de l'Itinéraire d'Antonin, sur la voie Bordeaux-Agen.

##### Nature du site de Revenac
Si la nature du site de Revenac reste encore problématique, l'existence d'un culte officiel à la tutelle Auguste permet de croire à celle d'une agglomération. Située le long de la Garonne, tout en étant station routière d'un grand itinéraire, elle peut être considérée comme faisant partie du réseau d'agglomérations secondaires de la cité des Nitiobroges (tout comme Aiguillon, Sainte-Bazeille et Excisum-Eysses). En l'état actuel de nos connaissances, Ussubium doit être considéré comme un bourg vivant d'activités commerciales et artisanales. Sa superficie est estimée à 25 hectares mais on ne connaît jusqu'ici aucun plan de bâtiment ou d'habitation.

##### Occupation du site Revenac
Le site connut une forte fréquentation  aux Ier et IIe siècles. L'abondant matériel qu'on y a récolté (en particulier la sigillée et les amphores), tout comme la "Vénus" et la dédicace de marbre à la Tutèle des Ussubiens, montrent la prospérité du bourg. Si pour les autres sites urbains du Lot-et-Garonne (Aginnum, Excisum, Aiguillon) le IIe siècle fut une période de déclin, la situation d'Ussubium (bien que mal connue) paraît meilleure : des fosses étaient encore creusées et comblées. L'absence de déclin du site pourrait s'expliquer par sa double nature : à la fois sanctuaire et proche du monde rural, c'est-à-dire moins sensible aux aléas de la classe dirigeante. Dès le dernier tiers du IIIe siècle, les sites urbains du Lot-et-Garonne s'enfoncèrent dans une crise. La fréquentation d'Ussubium déclina, pour paraître résiduelle après 260-280, avant un abandon complet au milieu du IVe siècle. L'idée que les villes aient eu à souffrir de possibles invasions barbares est, aujourd'hui, délaissée et B. Fages formule une double interprétation à l'abandon du site de Revenac : une possible non-satisfaction "des attentes religieuses nouvelles et pressantes d'une population inquiète et appauvri"  en liaison avec le déclin présumé (à partir de l'essor de la voie Bordeaux-Bazas-Eauze-Auch au IVe siècle) de la voie commerciale garonnaise Bordeaux-Agen.

### Antiquité tardive et Haut Moyen Âge

#### Les limites des sources archéologiques et littéraires
En 1895, A. Nicolaï signalait qu'au hasard de travaux, "des aires bétonnées, des pièces de monnaie, des débris de poteries, des maçonneries" furent mis au jour dans le bourg du Mas-d'Agenais. Cependant, faute d'intérêt des autorités, "ce qui a été signalé ainsi par aventure au Mas-d'Agenais a (...) été irrémédiablement perdu". Un siècle plus tard, B. Fages estimait quant à lui que l'attribution à l'Antiquité est difficile et que des structures moins anciennes, en relation avec le probable sanctuaire chrétien implanté au haut Moyen Âge étaient envisageables.
Le fait est que, les fouilles archéologiques étant très insuffisantes, cela obligea les érudits à ne s’appuyer presque exclusivement que sur des sources littéraires pour tenter de cerner l'histoire du Mas-d'agenais durant cette période. D’époques et de natures fort différentes, ces dernières sont essentiellement au nombre de quatre. Ce sont, par ordre d’importance dans l’élaboration de l’histoire du Mas-d’Agenais, la « Passion de saint Vincent d’Agen » (plusieurs copies s’étalant du Ve siècle au VIIIe siècle), le livre septième des « Historiae regnum francorum » de Grégoire de Tours (VIe siècle), deux poèmes de Venance Fortunat (VIe siècle) et enfin la « Charte » ou « Testament de Nizezius » (VIIe siècle). Malheureusement, il s'agit là de textes dont le propos n'est en aucun cas l'histoire du Mas-d'Agenais et tout est donc affaire d'interprétations érudites de rares informations marginales pouvant s'y trouver.

#### Chronologie sommaire de la controverse sur la localisation de Pompéjac.
Pour l’Antiquité tardive et le Haut Moyen âge, nous sommes face à deux courants historiographiques, dont la ligne de partage est l’identification, ou non, du Mas-d’Agenais au Pompéjac (Pompeiacum) de la « Passion de Saint-Vincent d’Agen ». Le problème de la localisation du toponyme "Pompeiacum" se posa, dès sa redécouverte au XVIIe siècle, aux Bollandistes qui venaient de publier pour la première fois les Actes de saint Vincent d'Agenais. Au XVIIIe siècle, les érudits agenais (Argenton, Labrunie puis Saint-Amans) l'identifiaient sans hésitation à Pompiey, s'accordant à voir dans Le Mas-d'Agenais le toponyme "Vernemetis" des Actes de saint Vincent d'Agenais. Les érudits lot-et-garonnais du XIXe siècle (Magen suivi en cela par Tholin) et du début du XXe siècle (abbé Dubos), reprenant la question, l'identifièrent finalement avec Le Mas-d'Agenais. En 1895, l'érudit girondin Nicolaï proposa d'identifier à nouveau Le Mas-d'Agenais avec "Vernemetis/Velanum" et de chercher "Pompeiacum" dans un rayon de quatre à cinq milles autour du Mas-d'Agenais. Sa thèse ne fut finalement par retenue et la "Carte archéologique de la Gaule - Lot-et-Garonne" retient l'identification avec Le Mas-d'Agenais.

#### Pompeiacum/Pompéjac ou la formation du site actuel selon l'abbé Dubos.
L'abbé Dubos s'inscrit dans le courant historiographique majoritaire qui, quelques en soient les variantes, s’accorde sur l’identification du Mas-d’Agenais avec Pompéjac. Faisant la synthèse (et le tri) des travaux érudits des trois siècles précédents sur ces textes, L. Dubos semble être le premier (entre 1902 et 1917) a tenter de tracer, pour cette période, les grands traits d’une histoire du Mas-d’Agenais qui sera reprise plus ou moins fidèlement par les érudits et compilateurs postérieurs (Bert, Vacqué, etc). Nous résumons ci-dessous son texte de 1917 (complété de détails tirés du texte de 1902 quand il y a lieu).
Aux IIe et IIIe siècles, Pompéjac (séjour, habitation d'un Pompée), n'était qu'une villa plus ou moins somptueuse, appartenant ou ayant appartenu à un membre ou affranchi de l'une des familles les plus illustres, dans l'empire romain. Cette villa fut ruinée de fond en comble, vers l'année 276, en même temps qu’Ussubium. Les traces de ce premier établissement sont noyées dans les substructions de la ville du Mas.
Dans le courant du IVe siècle, une bourgade s'établit sur le même emplacement et garda le nom de Pompéjac. Au début du Ve siècle, elle était encore peu développée lorsque le corps de saint Vincent (retrouvé miraculeusement sur le versant de la colline de Calonges) y fut porté en triomphe. Une superbe basilique fut élevée pour abriter le tombeau et les précieuses reliques.
Dès leur arrivée, en 418, les Wisigoths ariens gênèrent, chaque année de plus en plus, les catholiques romains dans les manifestations de leur culte. Ils finirent même par briser le tombeau, déplacer les reliques et renverser la basilique. Peu de temps après cet outrage au saint, ils furent battus par les armées de Clovis, qui les obligea à fuir en Espagne. 
Vers le milieu du VIe siècle, Léonce II, évêque de Bordeaux, embellit et couvrit de plomb la basilique du tombeau déjà rétablie par les fidèles. Pompéjac, dès lors centre d’un pèlerinage sous le patronage de Saint Vincent, devint un castrum renommé. La fin du siècle fut moins heureuse puisqu’en 584, le castrum fut la victime collatérale d’une lutte de pouvoir entre rois mérovingiens. Gondovald s'étant fait couronner roi d'Aquitaine, Gontran, roi de Bourgogne, lança une armée contre lui. Dans leur poursuite de Gondovald, les troupes de Gontran arrivèrent bientôt aux confins de l'Agenais, devant la basilique de Saint Vincent. Quelques soldats détachés brûlèrent et forcèrent les portes de ce sanctuaire, le pillèrent et y massacrèrent les chrétiens réfugiés, près du tombeau.
En 674, Nizézius, comte d'Auvergne, et Ermintrude, sa femme, donnèrent, sous forme de vente, à l'abbaye de Moissac la totalité de leurs biens. Cependant ils réservaient cinq villages, y compris celui de Pompéjac en Agenais, pour leurs héritiers naturels, et l'acte porte que cette réserve était faite par application de la loi falcidia. Les villages, qu'elle affectait, n'étaient donc pas absolument exclus de la donation. Ils étaient seulement désignés pour former la part d'héritage, que les parents pouvaient réclamer en vertu de la loi. Or, dans le cas présent, les héritiers naturels étaient les princes de Gothie ou la Maison de Toulouse, riche d'ailleurs et très libérale envers les établissements religieux. Il n'est donc pas téméraire d'avancer que les bénédictins de Moissac furent autorisés à prendre immédiatement possession du domaine de Pompéjac.
Le couvent bénédictin, l'affluence des pèlerins autour du tombeau de Saint Vincent et le culte du martyr très répandu attirèrent l'attention de quelques membres de la famille carolingienne et les poussèrent à doter l'église de Pompéjac, à l'ériger en collégiale et à former un chapitre du prieur et des moines, qui la desservaient déjà. Ce nouvel essor fut cependant fut gravement compromis au milieu du IXe siècle. En 853, les Normands remontèrent la Garonne et ravagèrent tout sur les deux rives du fleuve. Bazas, Condom et les villes d'alentour furent mises à sac et brûlées. Pompéjac eut le même sort. Les bénédictins de Pompéjac, avertis du danger, fuirent et l'un d'entre eux, emportant les reliques de Saint Vincent, courut les cacher à Conques.
Lorsque les Normands se furent retirés, les bénédictins revinrent sur leur domaine dévasté. Ils y regroupèrent les gens qui avaient pu échapper aux pillards et en peu de temps l'église et les maisons nécessaires furent relevées de leurs ruines. Mais la nouvelle bourgade, privée des reliques de Saint Vincent et n'attirant plus les pèlerins, restait l’ombre de l’ancien castrum. Chacun n'y voyait plus que sa demeure, son mansus, d'où vint bientôt au village le nom Masus et finalement Le Mas. Ce nouveau nom s’imposa dès lors même si le quartier, où se trouvent l'église et la place principale, a gardé jusqu'au milieu du dernier siècle le nom de Pompéjac. Pourtant quelques années de paix ramenèrent l'aisance et Mansus s'agrandit et devint un gros village qui s'entoura de remparts (qui n'égalèrent pas ceux de l'ancien Pompéjac), avant la fin du Xe siècle.

### XIIesiècle: l'apparition du Mas-d'Agenais dans les sources
Il semble que ce soit en 1118 que Le Mas-d'Agenais apparaisse pour la première fois de manière certaine dans les sources : c'est-à-dire sous son appellation actuelle. Cette année-là, Aldebert, évêque d'Agen, signa, dans le cloître de l'église Saint-Vincent, un acte de donation en faveur de l'abbaye de La Sauve-Majeure. Si nous savons que Guillaume était prieur du Mas-d'Agenais cette même année, nous ignorons quand débuta et pris fin son priorat et quelle fut son action. De même ignorons-nous si les prieurs de l'époque étaient déjà seigneurs du Mas-d'Agenais (ce qui semble plausible) et depuis quand.

### XIIIesiècle: mise en place des cadres juridiques valables jusqu'à laRévolution

#### Une seigneurie ecclésiastique dirigée par le prieur de Saint-Vincent du Mas
Le territoire actuel de la commune du Mas-d'Agenais était, au moins depuis le XIIIe siècle, la partie principale (les paroisses de Saint-Martin de Lesques, à l'ouest, et de Saint-Capray, au nord, complétant ce territoire) d'une seigneurie ecclésiastique. Dès avant 1224 et jusqu'en 1400, les prieurs du chapitre collégial de l'église du Mas étaient seigneurs temporels de la ville du Mas et de sa juridiction.
À partir du XVe siècle, se mit en place un paréage qui dura tout l'Ancien Régime. Par une transaction du 20 mai 1400, le prieur du Mas (Arnaud du Peyrat) abandonna à Arnaud-Amanieu d'Albret la moitié de la ville et juridiction du Mas-d'Agenais moyennant certaines charges et conditions. En 1589, Henri III de Navarre, duc d'Albret, devint roi de France sous le nom d'Henri IV. Les rois de France restèrent co-seigneur du Mas jusqu'en 1651. Le 20 mars de cette année, Louis XIV céda le duché d'Albret (et donc la co-seigneurie du Mas) au duc de Bouillon en échange des principautés de Sedan et Raucourt. À la fin du XVIIIe siècle le paréage se faisait avec le duc d'Aiguillon en tant que co-seigneur engagiste.

#### Une commune dirigée par quatre consuls
L'organisation municipale remonte au moins au début du XIIIe siècle puisqu'en 1224, Le Mas-d'Agenais faisait partie de la ligue conclue entre les villes d'Agen, Condom et Mézin. En 1253, les prudhommes du Mas avec ceux des villes de Condom, Penne-d'Agenais, Port-Sainte-Marie, Puymirol, Marmande, Mézin décidaient avec les consuls d'Agen et le sénéchal d'Agenais pour Alphonse de Poitiers des usages à observer dans la construction des nouvelles bastides, conformément aux coutumes du diocèse d'Agen. Un acte de 1266 (concernant la forêt du Mas) prouve l'existence de consuls au Mas d'Agenais dès avant cette date. Par la suite, les nouveaux consuls furent nommés par leur prédécesseurs sortant de charge. Ils nommaient eux-mêmes soixante jurats.

#### Relations entre prieurs et consuls: la mise en place d'un modus vivendi
S'il semble habituel, dans l’historiographie classique, d’avancer que les coutumes furent octroyées par le roi ou par les seigneurs, J.-F. Samazeuilh soutenait au milieu du XIXe siècle que ce n’était pas la règle en Gascogne. Ainsi écrit-il que pour Le Mas-d’Agenais, le livre des coutumes ne mentionne aucune intervention du seigneur pour leur rédaction. Les consuls, jurats et habitants, qui constatent leurs immunités et dressent leur constitution seuls, en donnent eux-mêmes l’explication suivante : « Cum sia usada e acostumada causa al Mas, que los Cosselhs ab los LX jurats e ab la universitat de la dita villa, poden far establimentz al goubernament de la universitat del dit loc et dels habitans. ».
Sentence arbitrale rendue par Pierre, évêque, et Bon Tozet, juge d'Agen, au sujet des droits et privilèges respectifs du prieur et des consuls du Mas.

### DuXIIIesiècleau milieu duXVIIesiècle: une période de crises politiques

#### La croisade des Albigeois
En octobre 1196, Jeanne d'Angleterre se mariait avec Raymond VI (VIII), comte de Toulouse, lui apportant en dot l'Agenais. À compter de cette date, l'Agenais entrait dans le domaine des Raymondins et allait vivre toutes les vicissitudes de la croisade des Albigeois.
En 1212, à l'appel d'Arnaud de Rovinha, évêque d'Agen, Simon de Monfort se décida à tenter la conquête de l'Agenais. Pour s'opposer à l'offensive des croisés, Raymond VI vint à Agen et en chassa de son siège épiscopal Arnaud de Rovinha. Ce dernier alla se réfugier au Mas-d'Agenais où il demeura même quelque temps encore après sa réintégration dans sa ville épiscopale. Il se pourrait que cet épisode soit à l'origine du différend qui opposa le prieur (et seigneur) du Mas-d'Agenais au comte de Toulouse, différend qui valut à Raymond VII une excommunication ultérieure.
Le 13 avril 1214, après avoir franchi de force la Garonne que défendait une flotte réolaise (envoyée par le roi Jean d'Angleterre, beau-frère de Raymond VI (VIII)), Simon de Montfort mit le siège devant Le Mas-d'Agenais. Faute de machines de siège, et appelé à Narbonne par le légat Pierre de Bénévent, il dut lever le siège au bout de trois jours  L'issue du siège est reprise par l'abbé Barrère et par Samazeuilh mais contredite par Ducourneau.
En 1235, un différend, touchant la justice et la seigneurie de la ville, opposa violemment Raymond VII au prieur du Mas-d’Agenais. Cela valut au comte de Toulouse une excommunication (parmi plusieurs autres) qui ne sembla pas l’émouvoir outre mesure puisqu’il ne rétablit pas le prieur dans ses biens. Il fallut attendre 1241 pour que Raymond VII consente à rendre au prieur la justice sur la ville.

#### Laguerre de Cent Ans
Le traité de Paris conclu entre Saint-Louis et Henri III d'Angleterre, assurait le comté d'Agen à la couronne d'Angleterre, dans le cas où Jeanne de Toulouse mourrait sans enfants. Cela arriva en 1271, mais Philippe III le Hardi attendit 1279 avant de  rendre le traité effectif. Les représentants du clergé, de la noblesse et des communautés de l'Agenais furent alors convoqués et informés que le roi les déliait du serment qu'ils lui avaient prêté et leur ordonnait de transporter leur fidélité au roi d'Angleterre. Le 6 août 1279, dans le cloître des Dominicains d'Agen, le prieur et les consuls du Mas prêtèrent donc serment de fidélité à  Édouard Ierd'Angleterre. Le 16 novembre 1286, Raymond Bernard, prieur (et seigneur) du Mas-d'Agenais, reconnut à nouveau tenir du seigneur d'Agenais (et roi d'Angleterre) toute la justice séculière de la ville et du territoire du Mas, et lui devoir, à chaque mutation de seigneur d'Agenais, la foi, l'hommage et un épervier.
Au printemps 1356, Le Mas-d'Agenais passait sous le contrôle du Prince Noir.
En 1420, Le Mas-d'Agenais fait partie des villes de l'ouest de l'Agenais prises par les bandes de routiers gascons qui pillaient la vallée de la Garonne à la suite de l'assassinat de leur employeur Bernard VII d'Armagnac.
En 1424, ayant échoué dans le siège de Marmande, les troupes "anglaises" du Captal de Buch et du sénéchal de Bordeaux réussirent à prendre Le Mas-d'Agenais.
En 1439, Le Mas-d'Agenais fait partie des villes agenaises prises par le comte de Huntingdon qui venait de débarquer à Bordeaux avec environ 15 000 hommes.
En mai 1442, dans le cadre d'opérations plus vastes de harcèlement des localités tenues par le roi de France, la garnison anglaise du Mas-d'Agenais fait diverses sorties en direction de Sos et de Labarrère.

### Première Guerre mondiale (1914-1918)

#### Les mobilisés

##### Les morts
Cinquante-deux noms sont inscrits sur le monument aux morts communal pour la période allant de la déclaration de guerre et l'armistice de 1918. Le bilan officiel pour cette période fut en réalité de quarante-huit morts et disparus parmi les Massais mobilisés lors du conflit. Cela ne présume en rien du nombre total des morts dû à la Première Guerre mondiale puisque nous ignorons le nombre de décès survenu après cette période parmi les blessés démobilisés. Si l'on rapporte le nombre des pertes au recensement de 1911, on constate une perte de 3,07 % de la population totale de la commune. Ces pertes sont légèrement inférieures aux pertes départementales (3,14 %) mais significativement inférieures aux pertes de l'arrondissement de Marmande (3,41 %) ou au perte nationale (3,94 %). Si ces chiffres sont pratiques pour faire une comparaison rapide, ils ont le défaut de comparer des structures démographiques différentes et il eut été plus intéressant d'avoir le rapport des pertes aux mobilisés.

#### La vie à l'arrière
La commune du Mas-d'Agenais, étant très éloignée du front, ne fit pas partie des communes françaises ayant connu des destructions plus ou moins massives. Cependant la Première Guerre mondiale, par la mobilisation générale des hommes et donc leur absence, perturba profondément la vie de la commune. Si l'on met de côté les souffrances individuelles dues à la séparation des couples, à l'absence de nouvelles régulières, à l'angoisse de la mort et au deuil, qui furent des éléments prégnants de la vie durant ces années de conflit mais qui restent mal documentés dans le cadre de la commune elle-même, on peut aborder quatre problèmes importants de cette période à travers les délibérations du conseil municipal.
On trouve d'abord deux problèmes qui ne furent que l'aspect local de phénomènes nationaux voire européens. Le plus immédiat fut celui du manque de main-d'œuvre engendré par le départ des hommes. Comme dans le reste de la France, femmes, enfants et vieillards durent remplacer les hommes dans les activités productives. Cependant, cela se fit non sans mal et ne put résoudre entièrement le problème de main-d'œuvre. Ainsi, en septembre 1915, pour exploiter la forêt communale, le conseil municipal dut demander un sursis d'appel de deux mois pour les ouvriers forestiers. Toujours en relation avec l'exploitation de la forêt communale mais également pour l'entretien des chemins vicinaux, en août 1917, il déposa une demande pour l'emploi de prisonniers de guerre du dépôt de Marmande. D'autre part, l'illusion d'une guerre courte s'étant estompée dès la fin de 1914, l'État dû envisager de mettre en place une économie de guerre. Apparut donc le problème des réquisitions pour l'effort de guerre. Le Mas-d'Agenais étant une commune rurale, ces réquisitions se firent souvent sous la forme de contingents de foin. Dans le cadre de cette économie de guerre intégrée, on assista donc à d'intenses négociation entre le maire du Mas et le sous-intendant militaire d'Agen : ainsi, en août 1916, ce dernier refusa finalement toute réduction sur un contingent de foin de 400 quintaux métriques ; en juin 1918, ce fut le conseil municipal qui se déclara dans l'impossibilité de livrer quoi que ce soit des 300 quintaux métriques exigés. Enfin, en septembre 1918 (comme dans toutes les communes traversées par le canal de Garonne), tous les chevaux de halage durent être présentés par leurs propriétaires devant les commissions militaires de réquisition.
On trouve ensuite deux problèmes, qui sans être exceptionnel en France, furent plus spécifiquement locaux. On assista à un effondrement de l'activité commerciale locale. Elle transparaît à travers la baisse du bail à ferme des droits de location des rues, places et halles de la ville du Mas et des Poids Publics. Ce bail fut ramené progressivement de 1720 francs (année de référence 1913), à 200 francs pour l'année 1915. Compte tenu de l'inflation importante engendrée par la guerre, il s'agit d'une baisse dépassant les 90 %. De plus, la récolte de blé déficitaire de 1915 entraîna un début de problèmes alimentaires dès février 1916.
Cependant, comme dans le reste du pays, le conflit put être également un moment d'expansion pour certaines entreprises en contrat avec l'armée. Ainsi, entre fin 1915 et fin 1916, la scierie mécanique Duthil occupa près de cent personnes à la fabrication de cent baraquements en bois préfabriquées et démontables dits "baraquements Adrian".

### Protohistoire
Fages (Brieuc), Carte archéologique de la Gaule - Le Lot-et-Garonne, Académie des Inscriptions et Belles-Lettres, Ministère de la Culture, Ministère de l'Enseignement Supérieur et de la Recherche, CNRS, Paris 1995,  (ISBN 2-87754-037-5)
Abaz (B.) et Noldin (J.-P.), L'Occupation préromaine d'USSUBIUM (Le Mas-d'Agenais, Lot-et-Garonne, in  Boudet (Richard) (Textes réunis par), Les Celtes, la Garonne et les pays aquitains, L'Age du Fer du Sud-Ouest de la France (du VIIIe au Ier siècle av. J.-C.), 1992, (ISBN 2-9505713-0-2) édité erroné

### Antiquité
Fages (Brieuc), Carte archéologique de la Gaule - Le Lot-et-Garonne, Académie des Inscriptions et Belles-Lettres, Ministère de la Culture, Ministère de l'Enseignement Supérieur et de la Recherche, CNRS, Paris 1995,  (ISBN 2-87754-037-5)
Tassaux (Francis), Agglomérations secondaires et premier réseau urbain du Sud-Ouest, Revue de l'Agenais, no 1, janvier-mars 2004, p. 23-42.